# Gilbert Albert
Pour les articles homonymes, voir Albert.
Gilbert Albert  est un joaillier d’art suisse né à Genève le 30 septembre 1930 et mort le 1er octobre 2019.

## Biographie
Gilbert Albert étudie la joaillerie à partir de 1945 à l’école des Arts industriels. Il s’oriente dans un premier temps vers le design horloger. 
Entre 1955 et 1962, il devient le chef d’atelier de la Maison Patek Philippe pour laquelle il conçoit le design des « montres asymétriques » devenues depuis des pièces de collection. En 1958, il signe avec le designer horloger Louis Cottier un concept révolutionnaire de prototype de montre à indication linéaire, la Cobra.

### Le joaillier sculpteur
Finalement rattrapé par son goût pour les matériaux naturels et insolites, Gilbert Albert se tourne définitivement vers la joaillerie et ouvre son premier atelier en 1962 avant d’établir sa galerie et ses ateliers en 1973  rue de la Corraterie à Genève.
Il est le joaillier le plus récompensé des Diamonds International Awards, dont il reçoit dix fois l’Oscar.
Connu pour ses compositions à la fois baroques et savantes, il n’hésite pas à utiliser les matériaux habituellement ignorés par la joaillerie classique (scarabées, os de dinosaures, météorites). Il est également connu pour ses bijoux « ready-made », œuvres proches de l’esprit de Marcel Duchamp et auxquelles il consacre un ouvrage, Coups de cœur - coups de griffes, paru en 1996.

### L’entreprise
En 1999, Gilbert Albert fonde le musée des Cabinotiers de Genève en hommage aux artisans-horlogers genevois. 
En 2007 a lieu l’ouverture de la  boutique Gilbert Albert à Dubaï en association avec le groupe 32Design. 
En octobre 2010, l’entreprise Gilbert Albert au sein de laquelle le joaillier poursuit son activité de créateur, devient la propriété du groupe de l’homme d’affaires iranien  Majid Pishyar, 32Group.
Le 31 décembre 2013 l'entreprise quitte la rue de la Coraterie pour un bureau à l'étage du Quai des Bergues. L'enseigne zurichoise ferme également.

### Mort
Gilbert Albert meurt le 1er octobre 2019.